# 百万円煎餅
『百万円煎餅』（ひゃくまんえんせんべい）は、三島由紀夫の短編小説。無邪気な若い夫婦の堅実な市民的生活設計が、それとは裏腹な不健全性の上に成り立っているという二面性の皮肉を、浅草六区「新世界」の情景を交えて描いた作品。三島の唯一の浅草物である。三島関連本やアンソロジーに収録されることも多く、短編小説の名作として知られている。

## 発表経過
1960年（昭和35年）、文芸雑誌『新潮』9月号に掲載され、1961年（昭和36年）1月30日に新潮社より刊行の『スタア』に収録された。文庫版としては、1968年（昭和43年）9月15日に新潮文庫より刊行の『花ざかりの森・憂国――自選短編集』に収録された。なお、その後1996年（平成8年）に、雑誌『新潮』7月・臨時増刊号の〈新潮名作選 百年の文学〉に再掲載された。
翻訳版は、エドワード・G・サイデンステッカー訳（英題：Three Million Yen）をはじめ、イタリア（伊題：Tre millioni di yen）、ドイツ（独題：Drei millionen yen）、フランス（仏題：Trois millions de yens）などで行われている。

## あらすじ
梅雨どきのある蒸し暑い晩、健造と清子の若夫婦は、浅草六区にある「新世界」で「おばさん」と待ち合わせていた。「新世界」の屋上には五重塔の美しいネオンが光っている。約束の21時にはまだ時間があったので、2人は「新世界」ビルに入り、1階広場の玩具売場に陳列されている東京タワーの模型やブリキの玩具を見て廻っていた。
新婚の2人は堅実な将来の生活設計を持っていた。電化製品や家具、マイホームを買うために「X計画」「Y計画」「Z計画」と貯金通帳に名前をつけ、日々の節約を心がけていた。2人は、子持ちの友人からミルク代が馬鹿にならないことを聞いていたので「計画出産」を理想とし、将来子供が恥ずかしい思いをしない金銭的余裕ができるまで子供は作らないことにしている。
健造は深く物事を考えない性質だが、現代日本に失望する青年に対し腹立たしさを感じていた。彼は人間が自然を尊重し、それに忠実に努力してゆけば必ず道がひらけてくると考え、「夫婦の睦み合い」をその基本とみなし、「一組の男女が信頼し合って生きることこそ、世界の絶望を阻むもっとも大きな力でなければならない」という宗教的な信条を持っていた。
そんな健造が玩具売場で、買いもしないでプラスチック製の空飛ぶ円盤のブリキの発着基地を夢中でいじっていると、円盤が飛び出してお菓子売り場に並べられている「百万円煎餅」の上に堕ちた。健造はそれを縁起のいいことと考え、清子の反対を押し切り、少々高い値段だったが「百万円煎餅」を買った。掌より大きい「百万円煎餅」は3枚入り50円の長方形の瓦煎餅で、紙幣を模した焼版で百万円の表記がしてあった。
2人はほろ苦く甘い煎餅を食べながら、4階の室内遊園地に行った。少し高い入場料だが奮発して「海底二万哩」のトロッコに興じたり、マジックランドにある「傾斜した部屋」の見世物で遊び、将来の幸福な生活の夢を想い描いた。
約束の時間になり、「おばさん」との待ち合わせ場所の3階の音楽喫茶に行った2人は、「おばさん」の斡旋で、中野方面のとある邸宅に向うことになった。そこには山の手の奥さん連中がクラス会で集っていて、本番行為のエロ・ショーの余興を楽しむために若い2人が指名されたのだった。
深夜に仕事を終えた2人は、斡旋屋の「おばさん」と別れて浅草六区に戻った。すでにネオンの消えた「新世界」ビルの五重塔を見上げた健造は、「ちえっ、いやなお客だ」と先ほどの気取った奥さん連中を思い出し、唾を吐いた。しかし御祝儀は多く、「おばさん」が取った3千円が引かれても、5千円という今までにない高報酬だった。
そのお札をビリビリに破ってしまいたい衝動にかられた健造を、清子は優しく労わりながら、「代りにこれでも破きなさいよ」と、1枚残っていた「百万円煎餅」を渡した。健造はそれを思いっきり引き破ろうとしたが、時間が経って湿った煎餅は、柔らかく粘りついて、どうしても破ることができなかった。

## 登場人物
健造
ランニングシャツに粗末なズボンで、下駄を履いている。色白だが肩から胸の筋肉が逞しい。何も持たずに素手でいるのが好き。女から誘惑される機会もあるが、愛する妻以外の女と浮気する気にはならない。浮気遊びには〈不自然〉の匂いを感じ、妻と一緒に魚や野菜の高値についてこぼしている方がいいと思っている。宇宙ロケットや汽車の玩具が好き。
清子
小さな丸顔で可愛らしく、笑わない生真面目な小動物を思わせる顔。小柄だが均整のとれたスタイル。ノースリーブの服に、桃色の大きなビニール製のハンドバッグを提げ、夫の薄青のスポーツ・シャツの上着を持っている。夫以外の男性には目がいかない。
おばさん
本番行為のエロ・ショーの仲介・斡旋業をしている。小柄な初老女で〈下町風のよく洗ひ上げられた顔〉をしている。健造と清子を連れてお客の待つ中野駅に行き、そこからタクシーでお客の家まで一緒に行く。お客は住所が判明しないようにわざとぐるぐる遠回りさせ、表札が見えない戸から2人を家に招き、その間、おばさんは玄関先で見張り番をする。

## 作品背景

### 構成
『百万円煎餅』は、〈短篇らしい短篇〉に仕立てようとした作品で、三島の脳裡にある模範的な短編小説の形である〈古風なコント〉として執筆された。特にこれといった明確な主題らしいものはなく〈知的操作のみにたよるコント型式〉の作品の一種だと三島自身は自作解説している。
このような意図で書かれた〈コント〉は他に、『橋づくし』『卵』『新聞紙』『牡丹』などがある。

### 素材
三島は、1960年（昭和35年）6月26日に友人夫婦と品川プリンスホテルのプールに泳ぎに行った帰りに銀座で夕食をとった後、いつもとは気分を変えて初めて浅草の「新世界」に立ち寄った。その情景が心に触れ、作品の背景素材となった。話の筋の腹案はほぼ出来ていたが、これにマッチする背景として「新世界」がはまった。
「百万円せんべい」という煎餅も実際に「新世界」で売られていたもので、〈全編をギュッと一括する象徴的な小道具〉として採用された。
また当時、世間では本番行為を見せる性風俗ビジネスの事件が起きて、週刊誌や新聞沙汰になっていた。

### 時代潮流
この『百万円煎餅』には、直接的には当時の時代状況は描かれていないが、三島はこの作品を起筆する1週間前の6月18日から19日にかけ、新安保条約の自動承認に揺れる国会前の情景を見学に行っていて、全学連などの若者が安保闘争に参加し、民衆の間に政治的関心が高まっていた。
三島はこの動きを一歩引いて見ながら、〈小さなニヒリスト〉である岸信介を民衆が〈何となくきらひ〉と皮膚感覚で忌避する状況を〈政治的危機〉と捉え、その皮膚感覚を裏返せば、〈何となく好き〉という安易な心理で、真に怖ろしい独裁政治家・アドルフ・ヒトラーのような〈大きなニヒリストを受け入れる危険がある〉と警告していたほど、社会党や共産党まで〈民主主義〉という〈うその言葉〉を掲げて勢いづいていた。
『百万円煎餅』の物語中で違和的に叙述されている〈現代日本に希望がないなどといふ青年の考へ方ほど、健造を腹立たしくさせる考へはなかつた〉という一文が置かれていることで、当時多数を占めていた60年代安保闘争の参加する若者とは異なる位置に主人公・健造を定位させ、この架空の物語外の現実の時代状況を暗示させていることが看取される。
また、そうした政治状況と同時に、白黒テレビ・洗濯機・冷蔵庫といった三種の神器に象徴される大衆消費社会が大きく発展し、国家的な政策として「家族計画」と称する産児制限が推奨されていた。

## 作品評価・研究
『百万円煎餅』は、三島自身の自作解説からも見られるように、〈知的操作のみにたよるコント型式〉が骨格となっており、佐渡谷重信も「ノンセンスの世界に支えられた一つのコントがみられる」と解説しているが、この物語の結末のオチには、単に小説形式だけでは説明できない問題を孕み、引き破ることのできない〈湿つた煎餅〉が何を象徴しているかの不可解性も指摘されている。
同時代評において江藤淳は、「男女の痴態を演じるのを職業にしている現代の牧童とニンフの純潔を描いて、久しぶりの快作」と賞揚し、復活した浅草の「新世界」を舞台にしていることで、「好短編が都会の整然たる街路と軌を一にしていることを思わせ、荷風往年の名人芸をしのばせるに足る」と評している。
中元さおりは、「新世界」という舞台が「俗悪なキッチュさ」を帯びながらも、欲望をかき立てる玩具や見世物が並ぶ「大衆の理想的な生活」を模倣した「コピー的な空間」だとし、その「人工的な模倣空間」で戯れる健造と清子夫婦（コピー化された世界を手に入れようとする消費者）の求める理想の夢は、大衆消費社会におけるメディアが流布する〈生活の夢〉を模した「コピー化された夢」だと考察している。
そして健造と清子がその夢を手に入れるために、自らの性を商品化（夫婦の性の形態をコピー）し、ショー（商品）としてのコピー化した性を何度も反復しているが、そこでは、健造が信念としていた〈夫婦の睦み合ひ〉の基本の〈自然を崇拝すべき〉という本来の意味はなく、オリジナルの〈宗教的信条〉が消滅しているために、2人は容易に自らを商品化できていると、中元はボードリヤール的な視点で解説している。
田中美代子は、浅草の底辺で生き、百万円煎餅の粉を口に付けながら「新世界」の見世物小屋を廻っているアウトローの健造と清子夫婦の「無邪気、天真爛漫、さらに実直さ、生真面目、単純、それらもろもろの小市民的健全性」が、「そっくりそのまま裏返しされた小市民の不健全性の上に成立しているというアイロニイ」を示しているとしている。
橋本治は、他の三島の短編『鴉』の孤独で優しい主人公〈パン屋の若い衆〉と、『百万円煎餅』の主人公・健造との類似性や、「白黒ショーを演じる健全な主人公」の健造と、『憂国』の主人公の共通性を見ながら、『憂国』と『百万円煎餅』は、「ある行為を演じる男女」という同じモチーフの「時代と世話の書き分け」だとして、この同モチーフを「時代狂言」として処理すれば『憂国』であり、「世話物」と処理すると『百万円煎餅』になると考察している。
『百万円煎餅』に続いて執筆された『憂国』との関連については、相思相愛の若い夫婦の恋情や描写の類似性を中元さおりや池内紀も指摘しており、池内は、「二つの小説はトランプのジョーカーの表と裏のようにつくってある」として、「鬼才三島にのみできた高度な文学遊戯である」と高評している。

## おもな収録刊行本

### 単行本
- 『スタア』（新潮社、1961年1月30日）
  - 布装。機械函。金色帯。
  - 収録作品：「スタア」「憂國」「百万円煎餅」
- 限定版『三島由紀夫自選集』（集英社、1964年7月10日）
  - 装幀：伊藤憲治。記番・署名入りの限定1,000部。
  - 解説：橋川文三「夭折者の禁欲」
  - 収録作品：「潮騒」「美徳のよろめき」「金閣寺」「憂國」「百万円煎餅」「沈める滝」「大障碍」「ワットオの《シテエルへの船出》」
- 『花ざかりの森・憂国――自選短編集』（新潮文庫、1968年9月15日。改版1992年3月20日）
  - 解説：三島由紀夫
  - 収録作品：「花ざかりの森」「中世に於ける一殺人常習者の遺せる哲学的日記の抜萃」「遠乗会」「卵」「詩を書く少年」「海と夕焼」「新聞紙」「牡丹」「橋づくし」「女方」「百万円煎餅」「憂国」「月」
- 『日本幻想文学集成2――ミランダ 三島由紀夫』（国書刊行会、1991年3月25日）
  - 装画・装幀：梅木英治
  - 編集：橋本治。解説：橋本治「幸福な鴉」
  - 収録作品：「中世に於ける一殺人常習者の遺せる哲学的日記の抜萃」「志賀寺上人の恋」「大障碍」「手長姫」「女方」「憂国」「鴉」「ミランダ」「百万円煎餅」
- 『憂国／橋づくし』（新潮ピコ文庫、1996年8月15日）
  - 収録作品：「憂国」「海と夕焼」「橋づくし」「百万円煎餅」
  - ※コンビニ店「セブンイレブン」のみで発売。
- 英訳版『真夏の死 その他』 “Death in Midsummer and other stories”（訳：エドワード・G・サイデンステッカー、ドナルド・キーン、アイヴァン・モリス、ほか）（New Directions、1966年。Penguin Books Ltd、1986年）
  - 収録作品：真夏の死（Death in Midsummer）、百万円煎餅（Three Million Yen）、魔法瓶（Thermos Flasks）、志賀寺上人の恋（The Priest of Shiga Temple and His Love）、橋づくし（The Seven Bridges）、憂国（Patriotism）、道成寺（Dōjōji）、女方（Onnagata）、真珠（The Pearl）、新聞紙（Swaddling Clothes）
  - ※ 1967年（昭和42年）度のフォルメントール国際文学賞（Formentor Literature Prize）第2位受賞。

### アンソロジー
- 『百万円煎餅――日本文学100年の名作第5巻1954-1963』（新潮文庫、2014年12月22日）
  - 編集：池内紀・松田哲夫・川本三郎。解説：「読みどころ」
  - 収録作品：梅崎春生「突堤にて」、芝木好子「洲埼パラダイス」、邱永漢「毛澤西」、吉田健一「マクナマス氏行状記」、吉行淳之介「寝台の舟」、星新一「おーい でてこーい」、有吉佐和子「江口の里」、山本周五郎「その木戸を通って」、三島由紀夫「百万円煎餅」、森茉莉「贅沢貧乏」、井上靖「補陀落渡海記」、河野多惠子「幼児狩り」、佐多稲子「水」、山川方夫「待っている女」、長谷川伸「山本孫三郎」、瀬戸内寂聴「霊柩車」

### 全集
- 『三島由紀夫全集10巻（小説X）』（新潮社、1973年4月25日）
  - 装幀：杉山寧。四六判。背革紙継ぎ装。貼函。
  - 月報：芥川比呂志「稽古場の三島由紀夫氏」。《評伝・三島由紀夫 1》佐伯彰一「二つの遺書（その1）」。《同時代評から 1》虫明亜呂無「主として『金閣寺』をめぐって」
  - 収録作品：「金閣寺」「十九歳」「施餓鬼舟」「橋づくし」「女方」「美徳のよろめき」「貴顕」「百万円煎餅」「スタア」
  - ※ 同一内容で豪華限定版（装幀：杉山寧。総革装。天金。緑革貼函。段ボール夫婦外函。A5変型版。本文2色刷）が1,000部あり。
- 『三島由紀夫短篇全集』〈下巻〉（新潮社、1987年11月20日）
  - 布装。セット機械函。四六判。2段組。
  - 収録作品：「家庭裁判」から「蘭陵王」までの73篇。
- 『決定版 三島由紀夫全集19巻・短編5』（新潮社、2002年6月10日）
  - 装幀：新潮社装幀室。装画：柄澤齊。四六判。貼函。布クロス装。丸背。箔押し2色。
  - 月報：吉田知子「同時代の喜び」。葛井欣士郎「花ざかりの追憶」。［小説の創り方19］田中美代子「０氏の自画像」
  - 収録作品：「急停車」「卵」「不満な女たち」「花火」「ラディゲの死」「陽気な恋人」「博覧会」「芸術狐」「鍵のかかる部屋」「復讐」「詩を書く少年」「志賀寺上人の恋」「水音」「S・O・S」「海と夕焼」「新聞紙」「商ひ人」「山の魂」「屋根を歩む」「牡丹」「青いどてら」「十九歳」「足の星座」「施餓鬼舟」「橋づくし」「女方」「色好みの宮」「貴顕」「影」「百万円煎餅」「スタア」「『山の魂』創作ノート」